# Nulta točka (talk show)
Nulta točka je bio hrvatski tjedni televizijski dnevnopolitički talk show koji je s prikazivanjem krenuo 10. rujna 2012., a završio 9. rujna 2013. godine.
Voditelj projekta bio je hrvatski televizijski voditelj i novinar Mislav Togonal.
Prikazivala se ponedjeljkom u 21 sat.